# 桜井速人
桜井"マッハ"速人（さくらい"マッハ"はやと、1975年8月24日 - ）は、日本の男性総合格闘家、実業家、柔道整復師、鍼灸師、政治家。茨城県龍ケ崎市議会議員（2期）。マッハ道場主宰。ADCC 1999無差別級準優勝。第4代修斗世界ミドル級王者。
豪快なファイトスタイルと性格の天然さから、野生のカリスマの異名を持つ。佐藤ルミナ、エンセン井上、朝日昇らとともに修斗四天王と言われた。

## 来歴
茨城県龍ケ崎市出身。
中学・高校を通じて柔道を学び、土浦日大高校柔道部を引退後、空手を学び始める。高校時代は小見川道大、宮田和幸と同級生であった。
高校卒業後はアルバイトをしながら空手の修行をしていたが修斗に興味を覚え、修斗を学ぶために上京した。しかし間違ってシュートボクシングの道場であるシーザージムに入門。1995年6月に第11回アマチュアシュートボクシング選手権関東大会で優勝、同年12月に第6回全日本アマチュアシュートボクシング選手権全国大会で優勝を果たしプロ昇格の権利を得るがプロにはならず、本来やりたかった修斗に転向、木口レスリング道場に入門した。

### 修斗
1996年7月、全日本アマ修斗選手権で勝ち上がり決勝で宇野薫に一本勝ちを収め優勝しプロ昇格。
1996年10月4日、プロ修斗デビュー戦で宇野薫に一本勝ち。
1997年11月29日、VALE TUDO JAPAN '97でマセロ・アグアと対戦し、時間切れ引き分け。
1998年5月13日、修斗ミドル級（-76 kg）王座決定戦で中尾受太郎と対戦し、3-0の判定勝ちを収め王座獲得に成功した。
1999年、UAEで開催されたアブダビコンバットに出場。77 kg未満級では3位入賞を果たし、無差別級準決勝では自身より40 kgも重いリコ・ロドリゲスと対戦し、ヒールホールドで一本勝ち。決勝でホベルト・トラヴェンに敗れたが、軽量級でありながら無差別級での準優勝を果たした。
2000年3月17日、修斗ミドル級タイトルマッチで挑戦者の加藤鉄史と対戦し、判定勝ちを収め王座の防衛に成功した。
2000年12月17日、修斗でフランク・トリッグと対戦し、膝蹴りでTKO勝ち。
2001年8月26日、修斗ミドル級タイトルマッチで挑戦者のアンデウソン・シウバと対戦し、0-3の判定負けを喫し王座陥落した。
2001年10月、地元・茨城県龍ケ崎市にマッハ道場を設立。

### UFC王座挑戦
2002年1月12日の修斗大会において、UFCに参戦しタイトルマッチでUFC世界ウェルター級王者マット・ヒューズに挑戦することが発表される。
2002年3月22日、UFC 36でUFC世界ウェルター級王者マット・ヒューズに挑戦し、テイクダウンを奪われる展開が続き、最後はパウンド連打でTKO負けを喫し王座獲得に失敗した。試合当日、直前にぎっくり腰を併発しての闘いであった。
2002年12月14日、修斗でジェイク・シールズと対戦し、判定負け。
2003年6月25日、DEEPでデイブ・メネーと対戦し、TKO勝ち。
2003年9月15日、DEEPで長南亮と対戦し、TKO負け。

### PRIDE
2003年12月31日、PRIDE初出場となったPRIDE SPECIAL 男祭り 2003で高瀬大樹に判定勝ち。
2004年2月15日、PRIDE 武士道 -其の弐-でホドリゴ・グレイシーに判定負け。
PRIDE参戦当初はリミット83 kgのウェルター級を主戦場にしていた。体重増加と対戦相手の体重に対応できなかったためか、当初は勝利から遠ざかっていた。
2005年8月20日、修斗で青木真也と対戦し、判定勝ち。
アメリカのAMCパンクレイション（マット・ヒュームのジム）にて2週間のトレーニングを行い、80 kg台からライト級リミットである73 kg近くまで大幅に減量した。
2005年9月25日、PRIDE 武士道 -其の九-で行われたライト級（-73 kg）トーナメントに出場。1回戦ではジェンス・パルヴァーにTKO勝ち。準決勝ではヨアキム・ハンセンに判定勝ちし、決勝進出を決めた。
2005年12月31日、PRIDE 男祭り 2005で行われたライト級トーナメント決勝で五味隆典にKO負け。準優勝となった。
2007年2月25日、PRIDE.33でマック・ダンジグと対戦し、TKO勝ち。
2007年9月30日、東京都豊島区巣鴨にマッハ道場 巣鴨支部をオープンした。
2007年10月28日、SHOOT BOXING BATTLE SUMMIT GROUND ZERO TOKYO 2007でヤニ・ラックスと対戦。2Rにダウンを奪い、判定勝ち。当初はアリ・イブラヒムと対戦予定であったが、ビザのトラブルで対戦相手が変更となった。

### DREAM
2008年3月15日、DREAM.1で門馬秀貴と対戦し、パウンドでTKO勝ち。
2008年5月3日、修斗でデイビッド・バロンと対戦し、フロントスリーパーホールドで一本負けを喫した。
2008年9月23日、DREAM.6にて弘中邦佳と対戦し、判定勝ち。
2009年4月5日、DREAM.8のウェルター級（-76 kg）グランプリ1回戦で青木真也と対戦し、開始27秒パウンドでKO勝ちを収めた。
2009年7月20日、DREAM.10のウェルター級グランプリ準決勝でマリウス・ザロムスキーと対戦し、左ハイキックでダウンしたところにパウンドで追撃されKO負け。
2009年11月28日、柔術デビューとなった日本ブラジリアン柔術連盟「東京国際オープントーナメント2009」アダルト黒帯メイオペサード級に出場。1回戦で上村彰と対戦し、外掛けの足関節技を仕掛けてしまい反則負けとなった。
2009年12月31日、Dynamite!! 〜勇気のチカラ2009〜のDREAM vs SRC 対抗戦で郷野聡寛と対戦し、腕ひしぎ逆十字固めで一本負けを喫した。
2010年5月29日、ケージ開催となったDREAM.14でStrikeforce世界ウェルター級王者ニック・ディアスと対戦し、腕ひしぎ十字固めで一本負けを喫した。
2010年12月31日、Dynamite!! 〜勇気のチカラ2010〜でジェイソン・ハイと対戦し、1-2の判定負けを喫した。
2011年12月31日、元気ですか!! 大晦日!! 2011で長南亮と再戦し、3-0の判定勝ち。
2012年12月31日、DREAM.18 & GLORY 4でフィル・バローニと対戦し、判定勝ち。

### 市議会議員
2019年4月14日、第19回統一地方選挙の一環として行われる龍ケ崎市議会議員選挙に無所属で立候補することを表明。スポーツ振興と佐貫駅（2020年にJRのみ龍ケ崎市駅に改称）周辺の再開発を公約に掲げた。22日、1625票を獲得し初当選。2023年4月23日、1082票を獲得し再選。

## 人物・エピソード
- リングネームはプロレスラーのマッハ隼人をもじって「桜井"マッハ"速人」としている。
- 2006年4月9日、土浦市の路上を歩いていたところ、車で接触してきた男に因縁をつけられたうえ顔を殴られて左目の下の骨を折り、全治1か月の負傷[12]。桜井は一切手を出さなかったという。桜井は「格闘家なので素人には手を出せない」とコメントし、容疑者の男は「（桜井が）格闘技選手とは知らなかった。知っていたら殴らなかったのに」と供述した。

## 戦績

### 総合格闘技
| 総合格闘技 戦績 | 総合格闘技 戦績 | 総合格闘技 戦績 | 総合格闘技 戦績 | 総合格闘技 戦績 | 総合格闘技 戦績 | 総合格闘技 戦績 |
| --------------- | --------------- | --------------- | --------------- | --------------- | --------------- | --------------- |
| 53 試合         | (T)KO           | 一本            | 判定            | その他          | 引き分け        | 無効試合        |
| 38 勝           | 12              | 10              | 16              | 0               | 2               | 0               |
| 13 敗           | 5               | 4               | 4               | 0               | 2               | 0               |

| 勝敗 | 対戦相手                         | 試合結果                            | 大会名                                                                       | 開催年月日     |
| ○    | 坂田亘                           | 2R 2:37 TKO（マウントパンチ）       | RIZIN FIGHTING WORLD GRAND-PRIX 2016 無差別級トーナメント FINAL ROUND        | 2016年12月31日 |
| ×    | イム・ジュソク                   | 1R 5:21 TKO（右フック→パウンド）    | マッハ祭り!                                                                  | 2013年9月29日  |
| ○    | フィル・バローニ                 | 5分3R終了 判定3-0                   | DREAM.18 & GLORY 4 〜大晦日 SPECIAL 2012〜                                   | 2012年12月31日 |
| ○    | 長南亮                           | 5分3R終了 判定3-0                   | 元気ですか!! 大晦日!! 2011                                                   | 2011年12月31日 |
| ×    | ジェイソン・ハイ                 | 5分3R終了 判定1-2                   | Dynamite!! 〜勇気のチカラ2010〜                                              | 2010年12月31日 |
| ×    | ニック・ディアス                 | 1R 3:54 腕ひしぎ十字固め            | DREAM.14                                                                     | 2010年5月29日  |
| ×    | 郷野聡寛                         | 2R 3:56 腕ひしぎ十字固め            | Dynamite!! 〜勇気のチカラ2009〜                                              | 2009年12月31日 |
| ×    | マリウス・ザロムスキー           | 1R 4:03 KO（左ハイキック→パウンド） | DREAM.10 ウェルター級グランプリ2009 決勝戦 【ウェルター級グランプリ 準決勝】 | 2009年7月20日  |
| ○    | 青木真也                         | 1R 0:27 KO（パウンド）              | DREAM.8 ウェルター級グランプリ2009 開幕戦 【ウェルター級グランプリ 1回戦】   | 2009年4月5日   |
| ○    | 柴田勝頼                         | 1R 7:01 TKO（マウントパンチ）       | Dynamite!! 〜勇気のチカラ2008〜                                              | 2008年12月31日 |
| ○    | 弘中邦佳                         | 2R（10分/5分）終了 判定3-0          | DREAM.6 ミドル級グランプリ2008 決勝戦                                        | 2008年9月23日  |
| ×    | デイビッド・バロン               | 1R 4:50 フロントスリーパーホールド  | "修斗伝承 01" ROAD TO 20th ANNIVERSARY                                       | 2008年5月3日   |
| ○    | 門馬秀貴                         | 1R 4:12 TKO（左フック→パウンド）    | DREAM.1 ライト級グランプリ2008 開幕戦                                        | 2008年3月15日  |
| ○    | 長谷川秀彦                       | 2R（10分/5分）終了 判定3-0          | やれんのか! 大晦日! 2007                                                     | 2007年12月31日 |
| ○    | マック・ダンジグ                 | 2R 4:01 TKO（右フック）             | PRIDE.33 "THE SECOND COMING"                                                 | 2007年2月24日  |
| ○    | ルシアノ・アゼベド               | 1R 6:35 TKO（ドクターストップ）     | PRIDE 武士道 -其の十二-                                                      | 2006年8月26日  |
| ○    | オラフ・アルフォンソ             | 1R 1:04 KO（右フック）              | PRIDE 武士道 -其の十一-                                                      | 2006年6月4日   |
| ×    | 五味隆典                         | 1R 3:56 KO（スタンドパンチ連打）    | PRIDE 男祭り 2005 頂-ITADAKI- 【ライト級トーナメント 決勝】                  | 2005年12月31日 |
| ○    | ヨアキム・ハンセン               | 2R（10分/5分）終了 判定3-0          | PRIDE 武士道 -其の九- 【ライト級トーナメント 準決勝】                        | 2005年9月25日  |
| ○    | ジェンス・パルヴァー             | 1R 8:56 TKO（膝蹴り→パウンド）      | PRIDE 武士道 -其の九- 【ライト級トーナメント 1回戦】                         | 2005年9月25日  |
| ○    | 青木真也                         | 5分3R終了 判定3-0                   | 修斗 ALIVE ROAD                                                              | 2005年8月20日  |
| ○    | ミルトン・ヴィエイラ             | 2R（10分/5分）終了 判定3-0          | PRIDE 武士道 -其の七-                                                        | 2005年5月22日  |
| ×    | クラウスレイ・グレイシー         | 2R 1:02 腕ひしぎ十字固め            | PRIDE 武士道 -其の伍-                                                        | 2004年10月14日 |
| ○    | "ファンキー"・ブラディ・フィンク | 1R 4:08 フロントチョーク            | PRIDE 武士道 -其の四-                                                        | 2004年7月19日  |
| ×    | ホドリゴ・グレイシー             | 2R（10分/5分）終了 判定0-3          | PRIDE 武士道 -其の弐-                                                        | 2004年2月15日  |
| ○    | 高瀬大樹                         | 3R（10分/5分/5分）終了 判定3-0      | PRIDE SPECIAL 男祭り 2003                                                    | 2003年12月31日 |
| ×    | 長南亮                           | 3R 2:10 TKO（ドクターストップ）     | DEEP 12th IMPACT in OHTAKU                                                   | 2003年9月15日  |
| ○    | デイブ・メネー                   | 2R 2:02 TKO（ドクターストップ）     | DEEP 10th IMPACT in KORAKUEN HALL                                            | 2003年6月25日  |
| ○    | 上山龍紀                         | 5分3R終了 判定3-0                   | DEEP 8th IMPACT in KORAKUEN HALL                                             | 2003年3月4日   |
| ×    | ジェイク・シールズ               | 5分3R終了 判定0-3                   | 修斗                                                                         | 2002年12月14日 |
| ×    | マット・ヒューズ                 | 4R 3:01 TKO（マウントパンチ）       | UFC 36: Worlds Collide 【UFC世界ウェルター級タイトルマッチ】                 | 2002年3月22日  |
| ○    | ダン・ギルバート                 | 1R 1:51 ヒールホールド              | 修斗 SHOOTO TO THE TOP -THE FINAL ACT-                                       | 2001年12月16日 |
| ×    | アンデウソン・シウバ             | 5分3R終了 判定0-3                   | 修斗 SHOOTO TO THE TOP in OSAKA 【修斗ミドル級チャンピオンシップ】           | 2001年8月26日  |
| ○    | ジーン・ルイス・アルバーチ       | 延長R終了 判定                      | Golden Trophy 2001                                                           | 2001年3月1日   |
| ○    | フランク・トリッグ               | 2R 2:25 TKO（膝蹴り）               | 修斗 R.E.A.D. 〜2000 SHOOTO〜                                                | 2000年12月17日 |
| ○    | ルイス・アゼレード               | 5分3R終了 判定3-0                   | 修斗 R.E.A.D. 〜2000 SHOOTO〜                                                | 2000年8月4日   |
| ○    | 加藤鉄史                         | 5分3R終了 判定2-1                   | 修斗 R.E.A.D. 〜2000 SHOOTO〜 【修斗ミドル級チャンピオンシップ】             | 2000年3月17日  |
| ○    | アロウド・ビクトリアーノ         | 3R 1:31 TKO（マウントパンチ）       | VALE TUDO JAPAN '99                                                          | 1999年12月11日 |
| ○    | ブレッド・エアズ                 | 1R 0:37 腕ひしぎ十字固め            | III 修斗 the Renaxis 1999                                                    | 1999年7月16日  |
| ○    | マセロ・アグア                   | 5分3R終了 判定3-0                   | 修斗 the Renaxis 1999 "10 Years Anniversary"                                 | 1999年5月29日  |
| ○    | ジーン・ルイス・アルバーチ       | 1R 0:33 腕ひしぎ十字固め            | Golden Trophy 1999 【決勝】                                                  | 1999年3月20日  |
| ○    | ダミアン・リシオ                 | 5分1R終了 判定                      | Golden Trophy 1999 【準決勝】                                                | 1999年3月20日  |
| ○    | ジェームス・スチアボ             | 1R 0:26 トウホールド                | Golden Trophy 1999 【1回戦】                                                 | 1999年3月20日  |
| ○    | アデミール・オリヴェイラ         | 1R 0:34 KO（跳び膝蹴り）            | 修斗 the Renaxis 1999 "Devilock Fighters"                                    | 1999年1月15日  |
| ○    | セルゲイ・ヴィチコフ             | 1R 4:59 腕ひしぎ十字固め            | VALE TUDO JAPAN '98                                                          | 1998年10月25日 |
| ○    | ロニー・リヴァノ                 | 1R 1:10 スリーパーホールド          | 修斗 Las Grandes Viajes 4                                                    | 1998年7月29日  |
| ○    | 中尾受太郎                       | 5分3R終了 判定3-0                   | 修斗 Las Grandes Viajes 3 【修斗ミドル級王座決定戦】                         | 1998年5月13日  |
| △    | マセロ・アグア                   | 8分3R終了 時間切れ                  | VALE TUDO JAPAN '97                                                          | 1997年11月29日 |
| ○    | アレックス・クック               | 1R 1:09 スリーパーホールド          | 修斗 IV Reconquista                                                          | 1997年10月12日 |
| ○    | アリ・エリアス                   | 1R 1:23 腕ひしぎ十字固め            | 修斗 III Reconquista                                                         | 1997年8月27日  |
| ○    | 小島弘之                         | 5分2R終了 判定3-0                   | 修斗 SHOOTO GIG                                                              | 1997年6月25日  |
| △    | 桑原卓也                         | 3分3R終了 判定1-0                   | 修斗 I Reconquista 〜聖地奪還〜                                              | 1997年1月18日  |
| ○    | 宇野薫                           | 1R 2:52 腕ひしぎ十字固め            | 修斗 LET'S GET LOST 〜失地回復〜                                             | 1996年10月4日  |

### グラップリング
| 勝敗 | 対戦相手                 | 試合結果                  | 大会名                          | 開催年月日   |
| ×    | イズラエウ・アウブケルケ | 10分終了 ポイント（-4）-0 | ADCC 2000 【77 kg未満級 1回戦】 | 2000年3月1日 |

### キックボクシング
| 勝敗 | 対戦相手       | 試合結果       | 大会名                                           | 開催年月日     |
| ○    | ヤニ・ラックス | 3R終了 判定3-0 | SHOOTBOXING BATTLE SUMMIT GROUND ZERO TOKYO 2007 | 2007年10月28日 |

## 獲得タイトル
- 第3回全日本アマチュア修斗選手権 ウェルター級 優勝（1996年）
- 第4代修斗ミドル級王座（1998年）
- Golden Trophy 1999 優勝（1999年）
- ADCC 1999 77 kg未満級 3位、無差別級 準優勝（1999年）
- PRIDE GP 2005 ライト級トーナメント 準優勝（2005年）

## 表彰
- SHERDOG カムバック・オブ・ザ・イヤー（2005年）

### 戦績など
- RIZIN 選手データ
- DREAM 選手データ
- PRIDE 選手データ - Internet Archive
- 修斗 選手データ
- K-1 手データ - ウェイバックマシン（2011年1月4日アーカイブ分）
- 桜井速人の戦績 - SHERDOG（英語）